# Esther Sunday
Ukpong Esther Sunday (sinh ngày 13 tháng 3 năm 1992) là một cầu thủ bóng đá người Nigeria, người chơi cho Ataşehir Belediyespor trong Giải bóng đá nữ đầu tiên của Thổ Nhĩ Kỳ với số áo là 30.
Sunday trước đó đã chơi ở cấp câu lạc bộ cho Sunshine Queens và Pelican Stars đang chơi trong Giải vô địch Bóng đá nữ Nigeria, cũng như FC Minsk tại Giải Ngoại hạng Bêlarut. Cô cũng đã chơi ở cấp độ quốc tế cho đội tuyển bóng đá quốc gia Nigeria trong một số giải đấu.

## Sự nghiệp Câu lạc bộ
Vào tháng 7 năm 2018, Sunday ký hợp đồng một năm với câu lạc bộ Ataşehir Belediyespor có trụ sở tại Istanbul trước khi có sự tham gia của nhà vô địch giải đấu 2017-2018 tại vòng loại 2018-2019 Giải UEFA Bóng đá nữ. Cô tham gia thi đấu trong cả ba trận đấu của vòng loại và ghi được một bàn thắng.

## Sự nghiệp quốc tế
Sunday đã tham gia thi đấu trong màu áo đội tuyển bóng đá quốc gia nữ Nigeria ở cấp cơ sở, có mặt trong đội hình của World Cup FIFA U-20 Bóng đá nữ 2010 (sau đó giành vị trí Á quân) và World Cup FIFA U-20 Bóng đá nữ 2012. Ở cấp độ quốc gia, cô là một thành viên của đội tham dự các giải đấu Giải vô địch nữ châu Phi năm 2010, 2012 và 2014, hai lần giành chiến thắng cùng đồng đội vào năm 2010 và 2014. Cô cũng là thành viên của đội tham gia World Cup FIFA 2015, nhưng đội bóng không vượt qua vòng bảng.